# Dessiat Millionov
Dessiat Millionov (en français : Dix millions) est un jeu télévisé russe diffusé sur Russie 1 depuis le 4 septembre 2010 tous les samedis. Le jeu est animé par Maxime Galkine. Il est analogue aux versions française (animé par Laurence Boccolini), grecque et italienne de Money Drop (The Money Drop).

## Les versions internationales
| Pays        | Nom                                                   | Présentateur(trice)    | Chaîne de TV           | Montant total à gagner | Date de publication initiale | Date de dernier numéro                |
| ----------- | ----------------------------------------------------- | ---------------------- | ---------------------- | ---------------------- | ---------------------------- | ------------------------------------- |
| Albanie     | 100 Milionë                                           | Adi Krasta             | Top Channel            | 10 000 000 ALL         | 11 janvier 2011              |                                       |
| Allemagne   | Rette die Million!                                    | Jörg Pilawa            | ZDF                    | 1 000 000 EUR          | 13 octobre 2010              |                                       |
| Argentine   | Salven el Millón                                      | Susana Giménez         | Telefe                 | 1 000 000 ARS          | 9 juin 2011                  |                                       |
| Australie   | The Million Dollar Drop                               | Eddie McGuire          | Nine Network           | 1 000 000 AUD          | 21 mars 2011                 |                                       |
| Brésil      | Um Milhão na Mesa                                     | Silvio Santos          | SBT                    | 1 000 000 BRL          | 21 septembre 2011            |                                       |
| Chili       | Unknown                                               | Don Francisco          | Canal 13               | 500 000 000 CLP        | non connue                   |                                       |
| Colombie    | Millones por montones                                 | María José Barraza     | Caracol Televisión     | 1 000 000 000 COP      | 25 juillet 2011              |                                       |
| Égypte      | انت والمليون Inta wal milyon                          | TBA                    | Mehwar TV              | 1 000 000 EGP          | novembre 2011                |                                       |
| Espagne     | Atrapa un Millón                                      | Carlos Sobera          | Antena 3               | 1 000 000 EUR          | 4 février 2011               |                                       |
| Espagne     | Atrapa un Millón Diario                               | Carlos Sobera          | Antena 3               | 200 000 EUR            | 4 avril 2011                 |                                       |
| Estonie     | Rahaauk                                               | Alari Kivisaar         | TV3                    | 100 000 EUR            | 12 septembre 2011            |                                       |
| États-Unis  | Million Dollar Money Drop                             | Kevin Pollak           | Fox                    | 1 000 000 USD          | 20 décembre 2010             | 1er février 2011                      |
| France      | Money Drop                                            | Laurence Boccolini     | TF1                    | 250 000 EUR            | 1er août 2011                |                                       |
| Grèce       | Money Drop                                            | Grigoris Arnaoutoglou  | Mega TV                | 300 000 EUR            | 16 octobre 2010              |                                       |
| Hongrie     | A 40 Milliós Játszma                                  | Rákóczi Ferenc         | TV2                    | 40 000 000 HUF         | 29 novembre 2010             |                                       |
| Israël      | אל תפיל את המיליון Al Tapil Et HaMilyon               | Erez Tal               | Aroutz 2 (Keshet)      | 1 000 000 ILS          | 13 octobre 2010              |                                       |
| Inde        | কোটি টাকার বাজি Koti Takar Baji                             | Jeet                   | Star Jalsha            | 1 000 000 INR          | 15 octobre 2011              |                                       |
| Italie      | The Money Drop                                        | Gerry Scotti           | Canale 5               | 1 000 000 EUR          | 12 décembre 2011             |                                       |
| Kazakhstan  | Шоу Сорок Миллионов Тенге Chou Sorok Millionov Tengue | Abdel' Mukhtarov       | tv7                    | 40 000 000 KZT         | 22 janvier 2011              |                                       |
| Lettonie    | Paņem 100 000... ja vari                              | Edgars Ludāns          | TV3                    | 100 000 EUR            | 1er octobre 2011             |                                       |
| Lituanie    | 100 000 eurų grynais                                  | Marijonas Mikutavičius | TV3                    | 100 000 EUR            | 2 septembre 2011             |                                       |
| Malaisie    | RM 1 000 000 Money Drop                               |                        | Astro Ria              | 1 000 000 MYR          |                              |                                       |
| Pays-Bas    | Show Me The Money                                     | Beau van Erven Dorens  | SBS 6                  | 1 000 000 EUR          | 11 avril 2011                | 22 avril 2011                         |
| Pologne     | Postaw na milion                                      | Łukasz Nowicki         | TVP 2                  | 1 000 000 PLN          | 5 mars 2011                  |                                       |
| Royaume-Uni | The Million Pound Drop Live                           | Davina McCall          | Channel 4              | 1 000 000 GBP          | 24 mai 2010                  |                                       |
| Russie      | Шоу Десять миллионов Chou Desiat' Millionov           | Maxim Galkin           | Russia 1               | 10 000 000 RUB         | 4 septembre 2010             |                                       |
| Serbie      | Multimilioner                                         | Dragan Nikolić         | RTV Pink               | 10 000 000 RSD         | 13 septembre 2011            |                                       |
| Suède       | Pengarna på bordet                                    | Peter Jihde            | TV4                    | 2 000 000 SEK          | 3 octobre 2011               |                                       |
| Suisse      | Die Millionen-Falle                                   | René Rindlisbacher     | SF                     | 1 000 000 CHF          | 4 juillet 2011               | 15 août 2011                          |
| Singapour   | Million Dollar Money Drop                             | George Young           | MediaCorp TV Channel 5 | 1 000 000 SGD          | 9 août 2011                  |                                       |
| Turquie     | Bir Milyon Canlı Para                                 | Engin Altan Düzyatan   | Show TV                | 1 000 000 TRY          | 25 octobre 2010              |                                       |
| Ukraine     | Шоу на два мiльйони Chou Na Dva Milyoni               | Andriy Domanskyi       | 1+1                    | 2 000 000 UAH          | 12 janvier 2011              | 30 mars 2011 (avec des interruptions) |

## Les gagnants d'un million de
- Oxana et Lioudmila Lazeevy (1 000 000)(30 octobre 2010)
- Dmitrii Gorochkov et Maxim Dolgii (1 000 000)(5 février 2011)
- Anastasaiya Volotchkova et Nikolay Baskov (1 000 000)(15 octobre 2011)
- Valerii et Valeriya Dorochenko (8 250 000) (5 novembre 2011)
- Alexandre Zazyguine et Zhanna Berengeeva (1 250 000) (17 décembre 2011)